# 이영일 (화가)
이영일(李英一, 1903년 5월 12일 ~ 1984년 9월 7일)은 일제강점기와 대한민국의 화가, 작가, 조각가이자 교육자이다. 1925년 조선미술전람회에서 3등상으로 수상한 이후 조선미술전람회에서 연속 7회를 특선을 차지하였으며, 채색화 분야에서 이름이 알려졌다. 호는 춘천(春泉)이다. 1928년작 시골소녀가 대표적이며 인물화, 수묵화, 난초화 등 다양한 장르의 작품을 남겼다. 교육 경력으로는 경성여자미술학교와 숙명여자고등보통학교, 숙명여자전문학교의 도화(미술) 강사, 연희전문학교 미술강사, 숙명여자고등보통학교의 미술교사, 춘천농업중학교 교감 등을 역임했다. 구한 말 경무사와 강원도관찰사를 지낸 이규완의 아들이며, 유도선수 이선길의 동생이다.
1920년초 일본 도쿄로 건너가 일본화가 이케가미 슈호(池上秀畝)의 화랑에 들어가 8년간 그를 사사했다. 5년간은 그의 화랑에 연구생으로도 있었다.
그밖에 미술을 가르치던 학원 아틀리에를 설립, 자신이 키운 정찬영 등을 강사로 채용하기도 했다. 그는 체구가 크고 덩치가 있어 '장사 화가 (壯士畵家)'라는 별명도 있었으며, 일본에 유학 중 유도를 익혀 유도 3단이 되었지만 그는 화가, 미술가로 주로 활동했다.
숙명여자고등보통학교 미술 교사로 재직 중에는 병풍반을 특별히 구성하여 방과 후에도 학생들을 지도하였다. 해방 후에도 교육계에 종사하여 백천의 창동학교를 공립중학교로 전환하는데 관여했고, 1946년~1948년에는 춘천농업중학교 교감으로 근무했다. 6.25 전쟁 직후에는 수원에 정착하여 한때 접골원을 운영하기도 했다. 만년에는 자신의 낙관을 도용한 가짜 그림이 돌게 되자, 아호 춘천 대신 영일이라는 이름을 새긴 나무도장을 애용하였다.

## 약력
- 1927년 ~ 1931년 조선 미술전람회 특선
- 경성여자미술학교 미술강사
- 1934년 ~ 1943년 숙명여자고등보통학교 미술교사
- 1939년 ~ 1943년 숙명여자전문학교 미술강사
- 연희전문학교 미술강사
- 조선 미술전람회 추천작가
- 1946년 ~ 1947년 춘천공업중학교 교감

## 가족 관계
- 아버지 : 이규완(李圭完, 1862년 11월 15일 ~ 1946년 12월 15일)
- 어머니 : 나카무라 우메코(中村梅子, 1880년 5월 15일 ~ 1961년(?) 9월 14일)
  - 형 : 이각일(李覺一)
  - 형 : 이선길(李鮮吉, 1898년 6월 25일 ~ 1971년 1월 2일[3], 유도 선수)
  - 동생 : 이대길(李大吉)
  - 동생 : 이재길(李載吉), 브라질로 이민